# ハイサイおじさん
「ハイサイおじさん」は、沖縄県出身のミュージシャン喜納昌吉&チャンプルーズの代表的な楽曲である。

## 概要
喜納昌吉のデビュー曲であり、喜納が13歳の頃に創作された。歌詞は実体験を元にしている。「ハイサイ」とは沖縄の言葉で「こんにちは」の意。
沖縄民謡のリズムや音階をベースにした非常に明るく踊りやすい楽曲であり、いわゆるウチナーポップの先駆者的な楽曲である。当初は「民謡ではない」との批判も多かったが、現在では創作民謡として定着し、カチャーシーの定番曲にも数えられる。

## 曲の内容
歌詞では、近所に住む「おじさん」（女性ヴォーカルが担当）と、そのおじさんに「ハイサイ、おじさん」から始まる挨拶で話しかける少年（喜納昌吉が担当）とのやりとりが明るくコミカルに描かれる。「おじさん」は、酒飲みで少年に屁理屈をこねる存在として描かれており、少年もまたおじさんの屁理屈に屁理屈で対抗するようなやりとりを見せる。このおじさんのモデルは実在の人物であり、彼に語りかける少年は昌吉自身であるとされる。
喜納はこの曲の由来についてインタビューや自著で度々触れており、あっけらかんとした楽曲の背景にある沖縄戦の傷跡を生々しく語っている。
この「おじさん」はかつて喜納家の隣人であったが、その妻が精神に異常をきたして実の娘の首を切り落とし鍋で煮るという事件を起こしたために村八分同然の身となり、以前から交友のあった喜納家に酒を無心に来るようになったのだという。この孤独な「おじさん」との触れ合いの中で「おじさんに歌を作ってあげよう」と思い立った昌吉が生まれて初めて作詞作曲したのがこの「ハイサイおじさん」である。
おじさんは、喜納に戦前は校長をしていたと語っていたが、それは虚言で、戦前は遊廓の客を運ぶ馬子であった。また、妻の狂気の原因は、おじさんの酒量が増え、戦災でホームレスとなった女性たちを家に連れ込むようになったことにあったという。

## 全国的ヒットまで

### 沖縄での大ヒット
1969年に、沖縄の地元レコード会社マルフク・レコードから発売された、民謡歌手である父喜納昌永のアルバムに初収録。
1972年に、喜納昌吉と喜納チャンプルーズ名義でシングルカットされ、30万枚の大ヒット。レコードの製造は日本コロムビアが行っており、袋も同社のものだった。マルフク盤は、伝統的な沖縄民謡アレンジになっている。2018年に発売された沖縄音楽のコンピレーションアルバム『ベストヒット! 沖縄ソングス』にはこのヴァージョンのリマスター音源が収録されている。

### 関西での発売
沖縄県外ではまず関西圏でヒットした。1976年春、大阪のラジオパーソナリテイの中村鋭一が沖縄旅行中にこの曲を聴いて気に入り、キダ・タローのアレンジで吹き込んで発売（テイチクレコード A-95）。このレコードのB面には日本語対訳篇（中沢修一訳）が収録されていた。同年、喜納自身も中村鋭一の番組『おはようパーソナリティ中村鋭一です』に出演して、「ハイサイおじさん」他数曲を演奏した。この時はスローテンポのヴァージョンであった。

### 全国へ
日本全国的に知れ渡ったのは、フィリップスレコードから1977年11月に発売されたメジャーデビューアルバム『喜納昌吉とチャンプルーズ』に収録されたヴァージョンである。このヴァージョンは、マルフク盤とは異なり、沖縄民謡のテイストを残しつつもアップテンポのロック調にアレンジされたものであった（編曲は矢野誠）。アルバムは、喜納が経営していた民謡クラブ「ミカド」で全曲ライブ録音され、さらに東京で矢野誠、矢野顕子、林立夫らの演奏がダビングされたものである。
同年にはシングル盤も発売された。当時、ライブ音源を用いたシングル盤にはジャケットに「実況録音盤」と記されるのが通例であったのに対して、本作にはその旨の表記はないが、アルバムと同じライブ音源を用いている。ジャケット画は赤塚不二夫が描いている。なお、アルバム『喜納昌吉とチャンプルーズ』と同じイラスト（河村要助作）のジャケット違い盤も存在する。
1997年には、日本コロムビアからCDシングルが発売されている。

## 影響

### 久保田麻琴・細野晴臣への影響
ロックミュージシャン久保田麻琴は、旅で訪れた西表島で乗ったマイクロバスの中で、かけられていたこの曲を偶然耳にした。衝撃を受けた久保田は、マルフク・レコードを訪れて数枚のシングルを手に入れ、東京の友人への土産に持ち帰った。これに細野晴臣が反応し、細野が提唱した「チャンキー・ミュージック」の方向性やトロピカル三部作（『トロピカル・ダンディー』（1975年）、『泰安洋行』（1976年）、『はらいそ』（1978年））に影響を与えたという。久保田自身も、1975年のアルバム『ハワイ・チャンプルー』でこの曲をカバーしている。

### 変なおじさん
志村けんは、『志村けんのだいじょうぶだぁ』（フジテレビ）で演じたキャラクター「変なおじさん」のコントで、この曲の替え歌を歌っている。

### 高校野球の応援歌として
日本の高校野球では、沖縄県代表の応援団のチャンステーマ（応援歌）として定着しており、カチャーシー（両手を頭上に掲げ、ひらひらと回しながら舞う沖縄舞踊の一種）を乱舞しながらこの曲を大合唱する姿は、高校野球ではすっかりおなじみの光景である。
沖縄県代表校の応援は本土の県人会を中心に行っているほか、同県出身者が指導する市立尼崎高校の吹奏楽部が、1982年以来、毎年友情参加している。沖縄県代表の応援に、学校を問わず「ハイサイおじさん」が使われるのはこのためである。
2010年の2010年夏の甲子園に興南高校が出場した際には、「遊郭を遊び歩く酒飲みおじさんをからかう原曲の歌詞が、高校野球にそぐわない」という内容の投書が地元の沖縄タイムス紙に掲載され、1回戦で1度演奏されただけで使用が自粛されたが、演奏を要望する声が相次いだため、準決勝の報徳学園戦で演奏が復活した。なお、この大会では興南が自粛している間にも長崎日大（沖縄尚学初優勝時の監督である金城孝夫が監督を務めていた）が沖縄県出身選手の打席で「ハイサイおじさん」を演奏していた。
2014年秋には当時の優勝メンバーである我如古盛次・大城滉二が進学した立教大学野球部でも応援曲として使用された。
興南の次の甲子園出場は2015年の夏であったが、尼崎高校吹奏楽部の指導者によると「リクエストされていない」ため演奏されることはなかった。これ以降の興南出場時には再び演奏されており、沖縄代表の試合で演奏されなかったのはこの年が唯一となっている。
2010年代以降はいわゆる「野球留学」により沖縄県出身の選手が他県の学校に進学するケースが増え、それらの学校でも演奏されるようになっている。

### その他
- ニッポン放送のラジオ番組『ビートたけしのオールナイトニッポン』（1981年 - 1990年）の初期にエンディングテーマとして使われた[31]。
- 1992年、第二電電（現・KDDI）のCMで、替え歌の「はいったおじさん」が使用された[32]。
- 沖縄県出身の元プロ野球選手であるデニー友利が横浜時代、登場曲として使用したことがある。首脳陣から「あの曲は気が抜けたような感じがするから変えなさい」といった趣旨の指摘をたびたびされたが、自分の生まれ故郷に愛着を持つデニーは決して曲を変えなかった。[要出典]
- 那覇空港のターミナルビル内で、航空会社による搭乗便関係のアナウンスの際の効果音に利用されている。[要出典]

## カバー
- 久保田麻琴 - 1972年、アルバム『ハワイ・チャンプルー』に収録[18]。
- アントニオ古賀 - 1973年のシングル「その名はフジヤマ」のB面に収録[6]。
- 中村鋭一- 大阪のラジオパーソナリテイ。1976年春、シングルとして発売（#全国的ヒットへ参照）。
- フレンチ、フリス、カイザー、トンプソン - 1987年、アルバム『Live, Love, Larf & Loaf』に収録[33]。
- ヤマトンチュウ・シンガーズ - 1992年、替え歌「はいったおじさん」発売[32]。
- アルフレッド・カセーロ - 2005年、アルバム『Hiperfinits Firulets』に収録[34]。
- U-DOU&PLATY - 沖縄県のレゲエユニット。2007年、3枚目のアルバム『BUSS UP』に収録[35]。